# Grown up children
Grown up children is een studioalbum van Orleans. De band was in de jaren voorafgaand aan dit album uit elkaar gevallen. Eerst vertrok John Hall, daarna Wells Kelly. In 1984 overleed die laatste en de gebroeders Hoppen en Hall ontmoetten elkaar op de begrafenis van Kelly. Dit kreeg een vervolg in de opname van dit album. De thuisplaats van de band was in de tussentijd verplaatst van Los Angeles naar Nashville (Tennessee). Opnamen vonden plaats in de Emerald Sound Studio en Sound Stage Studio aldaar. Opvallend is dat Lance Hoppen, vanaf begin bassist van de band, zijn partij afstond aan David Hungate, volgens Lance op “bevel” van muziekproducent Tony Brown. Hungate was bassist van Toto.
Deze versie van Orleans was een samensmelting van het oude Orleans en de band rondom John Hall, want ook Bob Leinbach speelde zijn partijtje mee. Hij werd niet bij de credits genoemd. De speelduur is voor compact disc kort, het album werd ook nog op elpee uitgegeven.

## Musici
- Larry Hoppen – gitaar, toetsinstrumenten, zang
- Lance Hoppen – zang
- John Hall – gitaar, zang

Met
- Richard Bennett – akoestische gitaar (alle tracks)
- Billy Joe Walker – gitaar (alle tracks)
- Mike Lawler – synthesizer (1, 3, 5)
- Ricky Skaggs – gitaar (2), viool (9), mandoline (9)
- Bela Fleck – banjo (2, 7)
- Steve Warner – gitaar (6)
- Chet Atkins, Bruce Boulton – gitaar (8)

## Muziek
| Nr. | Titel                                                | Duur |
| --- | ---------------------------------------------------- | ---- |
| 1.  | Speed of love (Larry Hoppen, John & Johanna Hall)    | 3:38 |
| 2.  | Grown up children (Larry Hoppen, John Hall)          | 4:31 |
| 3.  | I’ll go crazy (Larry Hoppen)                         | 4:29 |
| 4.  | You’re mine (John & Johanna Hall)                    | 3:59 |
| 5.  | Lady Liberty (John & Johanna Hall)                   | 5:38 |
| 6.  | Language of love (Steve Warner, John & Johanna Hall) | 3:18 |
| 7.  | Fly away (John & Johanna Hall)                       | 4:39 |
| 8.  | Circles (Larry Hoppen)                               | 3:05 |
| 9.  | On hold (John & Johanna Hall)                        | 3:20 |
| 10. | I’ve got to hand it to you (John Hall)               | 4:15 |

Van You're mine/Language of love en Lady Liberty werden nog singles gemaakt, deze waren alleen voor radiodoeleinden. Verkoopgegevens zijn daarom niet bekend.  